# Georges Désiré Raeymaeckers
Georges Désiré Raeymaeckers OPraem (* 21. Januar 1899 in Geel, Belgien; † 10. Oktober 1960) war ein belgischer Ordensgeistlicher und römisch-katholischer Bischof von Buta.

## Leben
Georges Désiré Raeymaeckers trat der Ordensgemeinschaft der Prämonstratenser bei und empfing am 1. November 1924 das Sakrament der Priesterweihe. 
Am 4. Februar 1953 ernannte ihn Papst Pius XII. zum Titularbischof von Mariamme und zum Apostolischen Vikar von Buta. Der emeritierte Apostolische Vikar von Buta, Charles Alphonse Armand Vanuytven OPraem, spendete ihm am 26. Mai desselben Jahres die Bischofsweihe; Mitkonsekratoren waren der emeritierte Apostolische Vikar von Niangara, Robert Constant Lagae OP, und der emeritierte Apostolische Vikar von Dänemark, Josef Ludwig Brems OPraem.
Georges Désiré Raeymaeckers wurde am 10. November 1959 infolge der Erhebung des Apostolischen Vikariats Buta zum Bistum erster Bischof von Buta.